# Rhyparus helophoroides
Rhyparus helophoroides är en skalbaggsart som beskrevs av Leon Fairmaire 1893. Rhyparus helophoroides ingår i släktet Rhyparus och familjen Aphodiidae. Inga underarter finns listade i Catalogue of Life.